# Aleksander Mikołajczak (filolog)
Aleksander Wojciech Mikołajczak (ur. 1957) – absolwent I Liceum Ogólnokształcącego im. Bolesława Chrobrego w Gnieźnie, doktor habilitowany, profesor UAM, filolog klasyczny, tłumacz poezji łacińskiej, do stycznia 2009 r. dyrektor naukowy Collegium Europaeum Gnesnense.

## Ważniejsze prace
- Publiusz Owidiusz Nazo, O kosmetyce twarzy pań / De medicamine faciei feminae, Urszula Kurtiak i Edward Ley Wydawnictwo Artystyczne, Koszalin 1994
- Publi Ovidi Nasonis Halieutica / Publiusz Owidiusz Naso, Sztuka rybołówstwa, TUM. Gnieźnieńska Firma Wydawnicza Waldemara Kiełbowskiego, Gniezno 1997.
- Łacina w kulturze polskiej, Wydawnictwo Dolnośląskie, Wrocław 1998.
- Studia Sarbieviana, TUM. Gnieźnieńska Firma Wydawnicza Waldemara Kiełbowskiego, Gniezno 1998.
- Gnieźnieńskie sekwencje o św. Wojciechu, Uniwersytet im. Adama Mickiewicza; Wydział Filologii Polskiej i Klasycznej, 1998.
- Antyk w poezji Sarbiewskiego, Uniwersytet im. Adama Mickiewicza; Wydział Filologii Polskiej i Klasycznej, 1990.
- Design kleksa. Społeczna historia piór wiecznych; Wydawnictwo Naukowe Uniwersytetu im. Adama Mickiewicza 2020.